# Sanctions contre la Libye
Les sanctions contre la Libye concerne deux principales périodes de sanctions. La première fait suite à l'attentat de Lockerbie jusqu'en 2003. La seconde démarre à la suite de la révolution libyenne et prend fin peu de temps après.

## Histoire
En 1978, les États-Unis interdisent la vente d'équipements militaires à la Libye. En 1979, ils inscrivent la Libye sur la liste des États soutenant le terrorisme, à la suite notamment d'une attaque de l'ambassade américaine par la foule. Cette inscription induit plusieurs sanctions notamment une limitation des services financiers en faveur de la Libye et l'interdiction d'exportation de bien pouvant être à usage militaire en plus de leur usage habituel.
En 1981 et 1982, les États-Unis interdisent les importations de pétrole brut en provenance de Libye, interdisent les exportations d'équipements pour le secteur pétrolier vers la Libye et rendent invalide les passeports libyens pour se rendre sur leur territoire. 
Puis en 1985, c'est au tour du pétrole raffiné d'être interdit d'importation vers les États-Unis. En décembre 1985, à la suite d'une attaque terroriste en Italie soutenue par la Libye, les États-Unis mettent en place un quasi-embargo total sur les importations et exportations entre les deux pays. En 1986, les États-Unis renforcent leurs sanctions contre la Libye, en gelant notamment des actifs financiers libyens.
En avril 1992, le conseil de sécurité des Nations unies vote la résolution 748, qui met en place un embargo aérien et un embargo sur les armes contre la Libye. Cela signifie que tout appareil en provenance de Libye est interdit de parcourir l'espace aérien d'un autre pays, d'y atterrir ou d'y décoller. 
En 1993, d'autres sanctions sont mis en place comme le gel des actifs financiers libyens et l'interdiction d'importations d'équipements pour l'industrie pétrolière.
En 1996, une loi antiterroriste aux États-Unis induit l'interdiction des services financiers américains envers la Libye. En parallèle, la même année, la Loi d'Amato-Kennedy est adoptée, loi qui sanctionne la Libye et l'Iran.
En avril 1999, la Libye livre deux de ses agents du service de renseignement impliqués dans l'attentat de Lockerbie. Cette mesure permet la levée de manière temporaire des sanctions du Conseil de sécurité.
En septembre 2003, la levée temporaire des sanctions du Conseil de sécurité est définitivement actée, à la suite de l'indemnisation des victimes de l'attentat de Lockerbie et du Vol 772 UTA.
En 2004, les États-Unis lèvent une grande partie de leur sanction économique contre la Libye, de par l'indemnisation des victimes de ces attentats et l'arrêt du programme d'armes de destruction massive de Libye
En 2005, les exportations de pétrole libyennes vers les États-Unis sont de nouveaux autorités par ce dernier.
En mai 2006, les États-Unis enlèvent la Libye de la liste des États soutenant le terrorisme, permettant un rétablissement des relations diplomatiques entre les deux pays.
En février 2011, le Conseil de sécurité des Nations unies votent un embargo sur les armes contre la Libye, le gel des actifs financiers  de la banque centrale libyenne, l'interdiction de voyager pour certaines des personnalités les plus notables du régime dont Mouammar Kadhafi. À la suite de cela le même mois, l'Union européenne met en place des mesures similaires mais plus étendus contre davantage de personnalités du régime. En parallèle, les États-Unis mettent en place également un gel des actifs financiers de la Libye et ferme leur ambassade
En décembre 2011, les sanctions du conseil de Sécurité et des États-Unis sont en grande partie supprimées, de par la chute du régime de Mouammar Kadhafi. Cette levée des sanctions concernent notamment 30 milliards de dollars d'actifs financiers de la banque centrale libyenne.